# موناستیریشچه
شهر موناستیریشچه (به روسی: Монастирище) در استان چرکاسی در کشور اوکراین واقع شده‌است. جمعیت این شهر ۹٬۴۶۳ نفر  است.